# آب‌انبار روشناوند
آب‌انبار روشناوند مربوط به دوره صفوی است و در شهرستان گناباد، روستای روشناوند واقع شده و این اثر در تاریخ ۱۷ خرداد ۱۳۸۵ با شمارهٔ ثبت ۱۵۵۶۳ به‌عنوان یکی از آثار ملی ایران به ثبت رسیده است.